# Фольк, Иоганн Христоф Вильгельм
Вильгельм Фольк (нем. Johann Christoph Wilhelm Volck; 18 ноября 1835, Нюрнберг, Средняя Франкония — 29 мая 1904, Росток, Мекленбург-Шверин) — немецкий и российский христианский гебраист и богослов.

## Биография
Вильгельм Фольк был седьмым из 13 детей владельца уксусного завода Андреаса Фолька (1800—1888). Родился 18 ноября 1835 года в Нюрнберге. Его отец был близко знаком с Лёэ, который и стал крёстным отцом его сына. 
Окончив гимназию в Нюрнберге, с 1853 по 1857 год Вильгельм Фольк изучал филологию, а также теологию в Эрлангенском университете и окончил оба курса с докторской степенью. В 1853 году он стал членом христианского братства Уттенрусиа (Uttenruthia).
В 1858—1859 годах он в течение двух семестров изучал арабский язык в Лейпцигском университете у Флейшера. Получив степень доктора философии и выдержав богословский экзамен, в течение года был пастор-адъюнктом Нейштедтерской церкви В Эрлангене; в 1860 году стал читать в качестве доцента в Эрлангенском университете ветхозаветную экзегетику. 
В 1861 году, после хабилитации в Эрлангенском университете, был приглашён в Дерптский университет, где начал преподавать, сначала доцентом (утверждён в должности 17 декабря 1861). С 1863 года — экстраординарный, с 1864 по 1898 год ординарный профессором семитских языков на богословском факультете Дерптского университета и несколько раз (в 1891—1893) был деканом этого факультета. Читал лекции по всем семитским языкам и экзегетике Ветхого Завета. В конце 1869 года был удостоен степени богословия honoris causa. Был награждён орденами Св. Анны и Св. Станислава.
В 1875 году стал одним из основателей (вместе с И. Шредером и профессором Брикнером) частной гимназии в Дерпте; в течение многих лет преподавал в ней латинский язык в старших классах. В ходе русификации университета и в сязи с выслугой лет он был вынужден покинуть Дерпт и с 1898 по 1900 год был сверхштатным ординарным профессором Грайфсвальдского университета.
С 1900 года и до своей смерти 29 мая 1904 года он преподавал экзегетику Ветхого Завета в Ростокском университете, где некоторое время, в 1903—1904 гг, был деканом богословского факультета.

## Семья
С 26 июля 1863 года был женат на Амалии Шмидт. Их дети: Александр (1864—1925), Moritz Wilhelm Franz Paul Heinrich (1866—1868), Адальберт (1868—1948), Anna Elise Charlotte Malutta (1870—?), Мари (1874—1967), Бетти (1879—1943).